# 原田洋二郎 (タトゥーアーティスト)

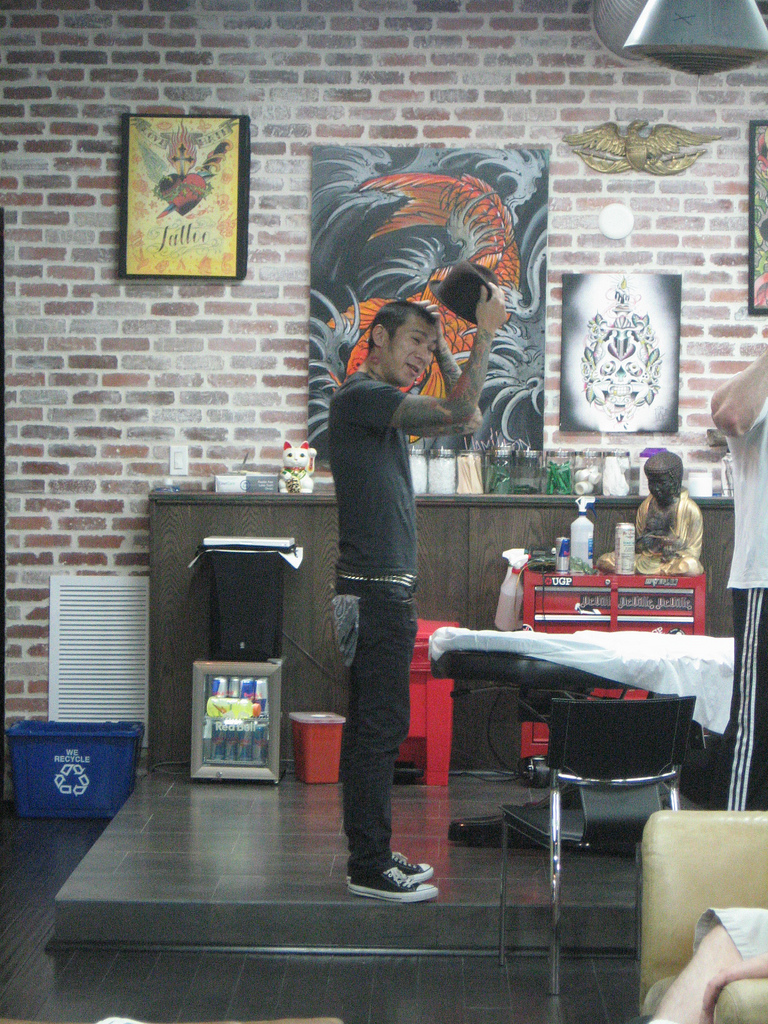
原田“ヨージ”洋二郎

原田 洋二郎（はらだ ようじろう、1972年8月6日 - 2019年3月27日）は日本出身のタトゥーアーティストである。彼はアメリカのリアリティ番組、『マイアミ・インク』の出演者、“ヨージ”（Yoji）として知られる。ミュージシャンとしても活動していた。

## 経歴
東京都出身。22歳の頃に観光ビザでアメリカに入国。シカゴに在住し、現地の女性と結婚して永住権を獲得した。その後、ミュージシャンを目指してニューヨークに居を移し、「Big Deal」という名のパンクロックバンドでギタリストとして活動していた。その間に離婚と再婚をし、再婚者の間に一子を授かっている。その再婚者の友人であるタトゥーアーティスト、アミ・ジェームスと知り合い、マイアミに転居し、彼の店で見習いとして働くこととなる。
やがてタトゥーショップとそこに通う客を主題としたリアリティ番組、『L・A・インク』の続編として『マイアミ・インク』がプロデュースされると、ジェームスとその店が舞台となった。番組内で見習いから成長するアーティスト、“ヨージ”として一躍知られるようになり、ミュージシャンとしても再活動ができるようになった。
だが、その矢先に3月27日、滞在していたオランダで死去。死因は不明。46歳没。